# ArrowCopter AC20
Der ArrowCopter AC20 ist ein Tragschrauber des österreichischen Herstellers FD-Composites aus Zeillern bei Amstetten.

## Konstruktion
Die Sitze sind angeordnet in Tandembauweise, wobei der hintere Sitz etwas erhöht liegt. Ein Rotax 914 UL mit einer Leistung von 115 PS (85 kW) PS sorgt für den Vortrieb. Der Druckpropeller ist eine Eigenentwicklung der FD-Composites GmbH. Die selbsttragende Zelle in Monocoque-Bauweise besteht aus kohlenstofffaserverstärktem Kunststoff. Die Tragflächen übernehmen drei Funktionen: Tank, Fahrwerk und Auftriebskraft. Die Auftriebskraft entspricht im Reiseflug in etwa dem Gewicht des gesamten Kraftstoffs.
Der Tragschrauber hat seit Herbst 2012 eine österreichische Musterzulassung, seit Juli 2013 auch eine deutsche. An den Zulassungen in weiteren Ländern wird gearbeitet (Stand Mai 2013). Am 31. März 2014 wurde das Produktionsgelände durch ein Feuer zerstört. Das Unternehmen meldete am 11. August 2015 mit Passiva in der Höhe von EUR 2,86 Millionen, Insolvenz an.
In Ländern wie den USA oder der Schweiz ist ein Kit erhältlich. In diesen Ländern dürfen Tragschrauber nur geflogen werden, wenn diese selbst gebaut wurden.

## Technische Daten
| Kenngröße                | Daten                                                            |
| ------------------------ | ---------------------------------------------------------------- |
| Besatzung                | 2                                                                |
| Länge                    | 5,80 m                                                           |
| Spannweite               | 2,44 m                                                           |
| Rotordurchmesser         | 8,60 m                                                           |
| Leermasse                | ca. 360 kg (Abhängig von der gewählten Ausstattung)              |
| max. Startmasse          | 560 kg (in einigen Ländern auch 600 kg)                          |
| Höchstgeschwindigkeit    | 195 km/h                                                         |
| Reisegeschwindigkeit     | 165 km/h                                                         |
| Minimalgeschwindigkeit   | 30 km/h                                                          |
| Startstrecke             | ca. 310 m                                                        |
| Landestrecke             | ca. 200 m                                                        |
| Dienstgipfelhöhe         | 3.800 m (12.500 ft)                                              |
| Reichweite               | ca. 560 km (ohne Reserve)                                        |
| Antrieb                  | ein Rotax 914 UL auf Druckpropeller mit einer Leistung von 85 kW |
| Verbrauch                | ca. 20 l/h (bei 160 km/h)                                        |
| Nutzbare Treibstoffmenge | 74 l (2 × 37 l)                                                  |
| Preis                    | 130.000 Euro (AC20)                                              |